# Internationaal Romani Congres
Het Internationaal Romani Congres is een serie van congressen voor discussie onder Roma wereldwijd.
De belangrijkste doelen van de congressen waren het bereiken van een standaardisatie van het Romani als taal, verbeteringen in burgerrechten en onderwijs, behoud van de Romacultuur, rechtsherstel van het leed uit de Tweede Wereldoorlog en internationale erkenning van de Roma als een nationale minderheid van Indiase komaf.
Aan het eerste congres op 8 april 1971 in Londen namen 23 vertegenwoordigers uit de volgende 9 landen deel: Tsjecho-Slowakije, Finland, Frankrijk, het Verenigd Koninkrijk, Hongarije, Ierland, Spanje en Joegoslavië. Naar het zevende congres in 2008 in Zagreb kwamen inmiddels 300 gedelegeerden uit 28 verschillende landen.
Tijdens het eerste congres werd de in 1933 ontworpen vlag van de Roma officieel erkend en werd het lied Djelem, djelem uitgeroepen tot volkslied van de Roma. De datum 8 april werd daarom uitgeroepen tot de internationale Romadag.
Tijdens het tweede congres in 1978 werd de Internationale Romani Unie opgericht.

## Congressen
- 1e Internationale Romani Congres: Londen, 8 april 1971
- 2e Internationale Romani Congres: Genève, april 1978
- 3e Internationale Romani Congres: Göttingen, mei 1981
- 4e Internationale Romani Congres: Serock, 1990
- 5e Internationale Romani Congres: Praag, juli 2000
- 6e Internationale Romani Congres: Lanciano, oktober 2004
- 7e Internationale Romani Congres: Zagreb, oktober 2008